# IBM T220/T221 LCDモニター

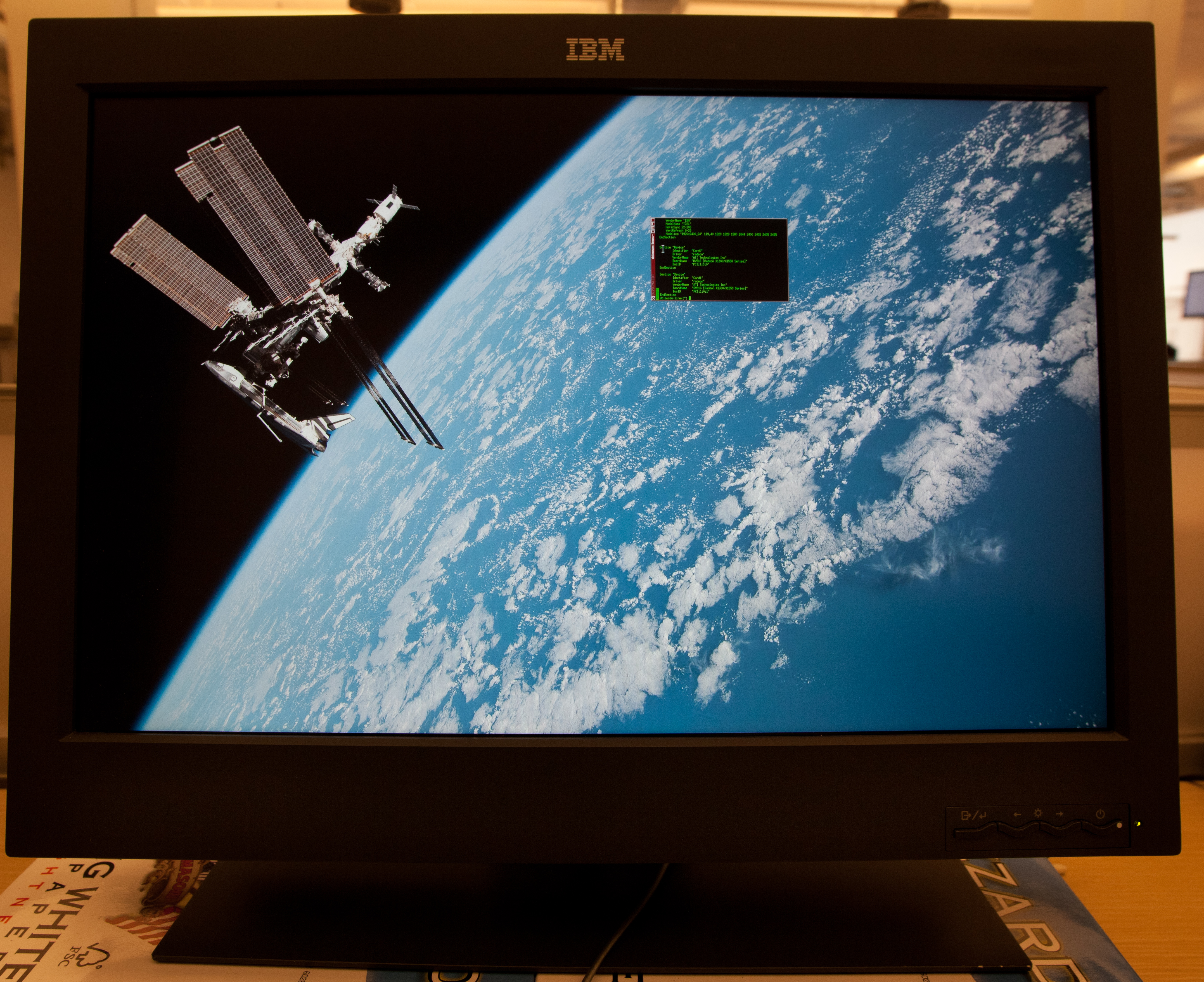
IBM T221で80x24 xtermウインドウに等幅フォントで6x13 表示している様子

IBM T220およびT221は、2001年から2005年まで販売されていた解像度3840×2400ピクセル、画面サイズ22.2インチ液晶ディスプレイである。921万6千画素、204ppiと、当時のモニタとしては高解像度・高密度であり、主に高画素が必要な印刷業界や医療業界や研究所で利用された。価格は2001年の時点で、T220は専用ビデオカード込みで298万円　後継機のT221は専用ビデオカードが不要となり228万円であった。このような高解像度ディスプレイは、AppleのRetinaディスプレイのような新しい高密度ディスプレイが普及するまで、ほぼ10年間ニッチな製品にとどまっていた。

## IBM T220 (9503-DG0)
IBM T220は2001年6月に発表された、初めて3840×2400という解像度をドット・バイ・ドットでサポートしたモニタである このような高解像度は、通常のコネクタではサポート出来なかった。背面パネルには、2器のLFH-60を備えた。 2本のケーブルはそれぞれが2つのシングルリンクのDVIコネクタに分割され、合計4チャンネルのDVIがあった。1, 2, 4系統のDVIで接続できる。
IBM T220はMatrox G200 MMSビデオカードと2本の電源系統があった。 ネイティブ解像度は、960×2400ピクセル、または1920x1200 ピクセル、を4つ組み合わせて表示していた。 リフレッシュレートは41 Hzである。

## IBM T221

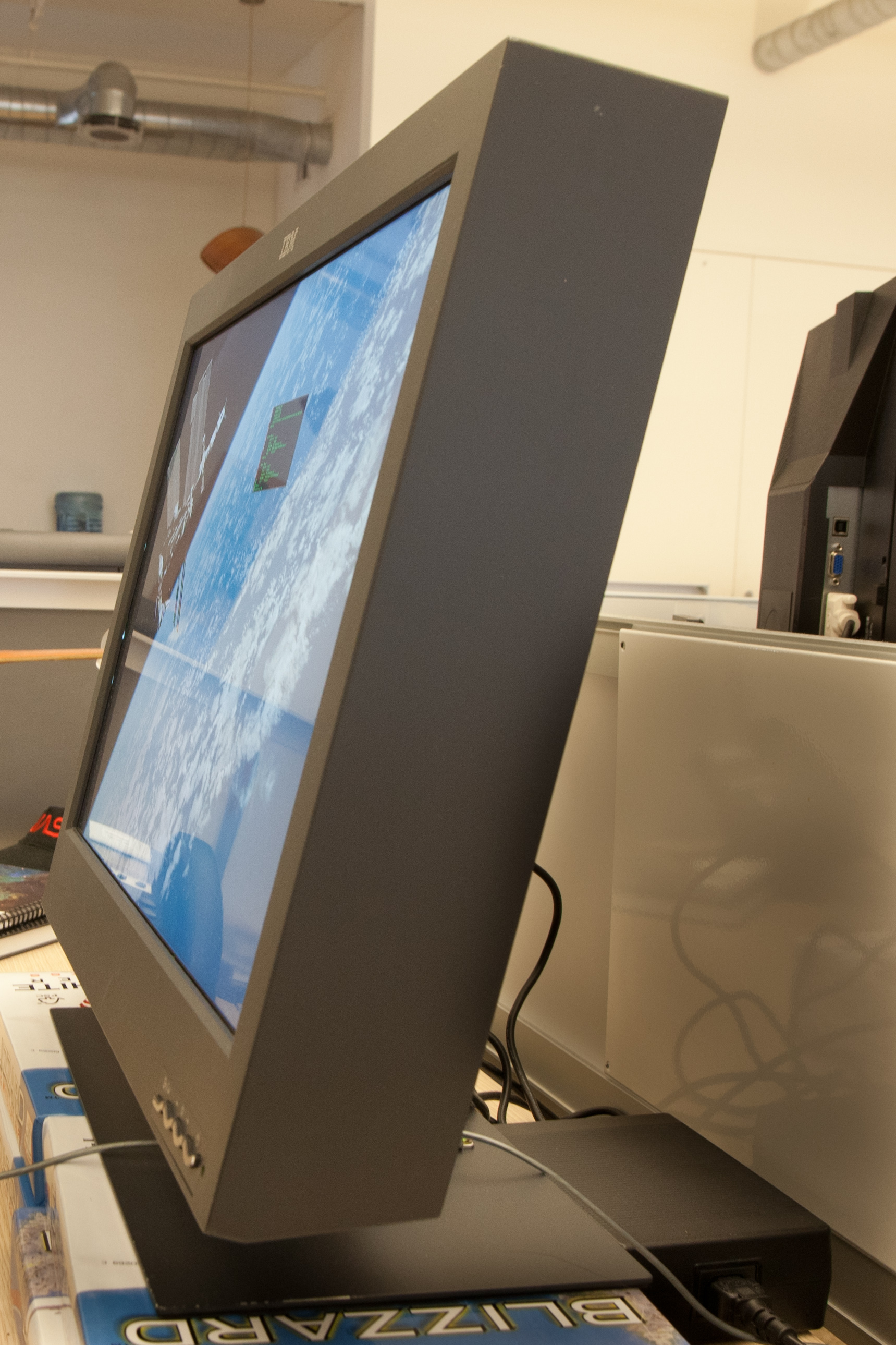
横から見たT221

T220の後継機。主な改良点は、電源アダプタの必要な数を2個から1個にしたことと、より多くの画面モードをサポートしたことである。当初は9503-DG1と9503-DG3の2モデルが発売された。9503-DG1モデルには、Matrox G200 MMSグラフィックスカードとLFH-60コネクタケーブル2本が付属していた。9503-DG3モデルには、グラフィックスカードの1つまたは2つのデュアリンクDVIポートからT221のLFH-60ソケットに接続するケーブルが1本付属していた。
9503-DG1モデルは、4つの960x2400を縦に表示する仕組みである。後のファームウェアでは、 1920×1200タイルモードが加わった。
ネイティブ解像度による最高リフレッシュレートは、TMDSリンクを何本使用するかによる。1, 2, 4リンクでは、13, 25, 41 Hzである。フリッカー低減は、 TMDS 1, 2, 4リンクで17.1, 33.72, 41 Hz である。内部のリフレッシュレートは常に41 Hzである。 最後のT221 9503-DG5/DGP(光沢モデル)/DGM(非光沢モデル)は、2003年9月に発表された。
9503-DG5/DGP/DGMモデルはネイティブリフレッシュレートが48Hzで、グラフィックカードは付属しないが、デュアルリンクDVI信号を受信し、再同期、バッファリング、2つのシングルリンク信号（1つは奇数画素＋同期、もう1つは偶数画素＋同期）に分割する外付けコンバータボックスが付属していた。日本で販売されていたサードパーティ製のコネクタアダプタは、TMDS同期信号のみをバッファリングして分割する。内部デュアルリンクの後付けには、TMDS同期信号のバッファなしハードワイヤージャンパ分割（インピーダンスの不一致を招く）、TMDS同期信号のバッファなしハードワイヤ分割（各レッグに24オームの直列抵抗を使用）などがあった。デュアルリンクDVIインターフェースをコンバータボックス経由で1つだけ使用すると、24Hzまたは25Hzのリフレッシュレートが可能になる。コンバータボックスを3つ目のシングルリンクDVI入力と並列に使用すると、48Hzのリフレッシュレートを達成できる。このモードでは、デュアルリンクDVIが画面の左2624×2400部分を駆動し、シングルリンクDVIが残りの1216×2400部分を駆動する。もしくは、2つのデュアルリンクDVIポートで2つのコンバータボックスを同時に使用して、DG5を48Hzで2つの1920×2400ストライプとして駆動することもできる。TMDSチャンネルが3つしかないレガシーAGPビデオカード（NVIDIA Quadro FX 3000やNVIDIA GeForce 6をベースにしたほとんどのカードなど）の場合、最大リフレッシュレートを得るにはコンバーターボックスが必要であった。
4つのTMDSリンクを用いることにより、対応する解像度全てで、4つの1920x1200タイルを最高リフレッシュレートで駆動できる。 コンバータボックスは、初期のT221には対応していない。4本のDVIケーブルでモニターを駆動するには、例えばMatrox Parhelia HR256レガシーPCI-Xカードなど、十分に強力なグラフィックカードが必要である。 一般的でない解像度、接続、画面分割は、公式にサポートされていないシステムではカスタム設定が必要になる場合がある。
Viewsonic VP2290b-3は、名前を変えただけの同等製品である。 The IBM T221 9503-DG5は2007年1月に発売終了となった。

## 経緯

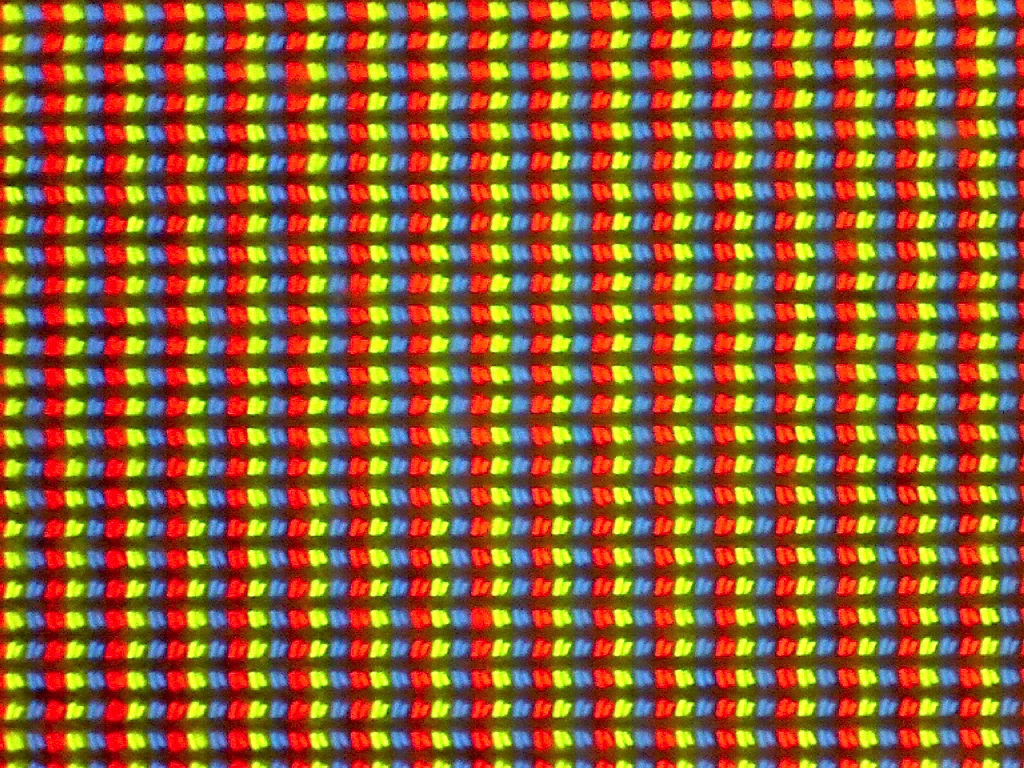
顕微鏡による200倍拡大画像。 IBM T221には、デュアルドメインのIPS方式のLCDパネルが使われている

IBM T221は、IBMトーマス・J・ワトソン研究所のフラット・パネル・ディスプレイ・グループの実験技術としてスタートした。2000年、IBM研究所と日本IBMの共同作業により、コードネーム「Bertha」と呼ばれる22.2インチTFT LCDが試作された。このディスプレイの画素数と表示密度は3840×2400（QUXGA-W）、204ppiであった。2000年11月10日、IBMはカリフォルニア州にある米エネルギー省のローレンス・リバモア国立研究所にプロトタイプを出荷したと発表した。2001年6月27日、IBMは製品版をT220として発表した。その後2001年10月15日、IBMはその後継機であるIBM T221を発表した。2002年3月7日、IBMはIBM T221の価格を17,999米ドル（228万円）から8,399米ドル（135万円）に引き下げると発表した。2003年9月2日、IBMは9503-DG5モデルの発売を発表した。
BMと台湾の奇美集団は2001年にIDTechという合弁会社を設立し、T221を日本で製造した。ViewSonicとiiyamaは、T221をOEMし、それぞれのブランド名で販売した。IDTechでは、非光沢モデルと光沢モデルの両方を生産した。八洲テクノロジーのIDTechの生産ラインは2005年にソニーに売却されT221の運命は不明となった。このモニターは現在販売されていない。2023年現在、5つのメーカーが13.4インチから16インチまでのWQUXGAパネルを生産している。

## 他社ブランドモデル
| ブランド名       | 機種名                    | 基となったIBMの機種 |
| ---------------- | ------------------------- | ------------------- |
| Iiyama           | AQU5611D BK, AQU5611DT BK | 9503-DG3            |
| ViewSonic        | VP2290b, VP2290b-2        | 9503-DG3            |
| ViewSonic        | VP2290b-3                 | 9503-DG5            |
| IDTech OEMパネル | MD22292B2/C2              | 9503-DG1/DG3        |
| IDTech OEMパネル | MD22292B5                 | 9503-DG5/DGP/DGM    |

## See also
- 4K UHDTV